# Varistaipalský kanál
Varistaipalský kanál (finsky Varistaipaleen kanava) je průplav, který spolu s Taivallahtským kanálem, mezi nimiž leží Varislampi, spojuje jezera Juojärvi a Varisvesi. Průplav je dlouhý 1100 m. Leží v obci Heinävesi ve vesnici Varistaipale. Na kanále je čtyřstupňové zdymadlo, díky kterému mohou lodě překonávat převýšení až 14,2 m, které je nejvyšší ve Finsku. Je to také jediný finský kanál se čtyřstupňovým zdymadlem. Proplouvat jím mohou lodě až o délce 31,2, šířce 7,1, ponoru 1,8 a výšce 12,5 m. Byl vybudován v letech 1911-13. Nad kanálem je otočný most o výšce 1,7 m. Proplutí kanálem trvá asi 50 až 60 minut.
Poblíž průplavu je muzeum, které se mu věnuje. Je vybudováno ve stylu počátku 20. století v domě, kde bydlela někdejší obsluha kanálu. V parku u kanálu se pořádají venkovní koncerty.